# 1,3-dicloropropano
El 1,3-dicloropropano es un compuesto de cloro, hidrógeno y carbono. Puede encontrarse como contaminante en fumigantes de suelos que contienen 1,3-dicloropropeno. Tiene una toxicidad aguda baja.